# یواس‌اس انگلستان (دی‌ئی-۶۳۵)
یواس‌اس انگلستان (دی‌ئی-۶۳۵) (به انگلیسی: USS England (DE-635)) یک کشتی بود که طول آن ۳۰۶ فوت (۹۳ متر) بود. این کشتی در سال ۱۹۴۳ ساخته شد.